# Festa da Música (canção)
"Festa da Música" (também conhecida como "Festa da Música Tupiniquim") é um single do rapper brasileiro Gabriel o Pensador, produzido para o seu terceiro álbum de estúdio Quebra-Cabeça, de 1997.

## Música
A letra da música homenageia artistas de todos os gêneros da música brasileira como Sandra de Sá, Caetano Veloso, Djavan, Pepeu Gomes, Elba Ramalho, Carlinhos Brown, Ed Motta, Tiririca, Cidade Negra, Skank, Tim Maia, Jorge Ben, Kid Abelha, Paralamas do Sucesso, Legião Urbana (Renato Russo), Blitz, Rita Lee, Barão Vermelho, Eduardo Dussek, Titãs, Raul Seixas, Lobão, É o Tchan!, Chico César, Paulinho Moska, Raimundos, Sepultura, Erasmo Carlos, Roberto Carlos, Mamonas Assassinas, Angela Ro Ro, Beth Carvalho, Alcione, Zeca Pagodinho, Neguinho da Beija-Flor, Martinho da Vila, Leandro & Leonardo, Zezé de Camargo & Luciano, Chitãozinho & Xororó entre outros. A rua onde acontece a festa, Rua Antônio Carlos Jobim, faz referência a Tom Jobim, multi-instrumentista, cantor, compositor e maestro brasileiro.
Uma curiosidade em relação à música é que o único artista estrangeiro citado na letra é o Rei do Pop, Michael Jackson, no verso " ...Diziam as más línguas, à boca pequena, que o Michael Jackson tava chegando pra roubar a cena...", porem quem chegava não era Michael Jackson, mas sim os Mamonas Assassinas que morreram em um acidente de avião um ano antes, pela referência ao carro que fazia parte de um de seus singles de sucesso, a Brasília amarela.
A base utilizada na música é um sample de um clássico dos anos 80 chamado "Somebody Else's Guy", de Jocelyn Brown.

## Paradas e posições
| Paradas (1997) | Posição |
| -------------- | ------- |
| BRA Hot 100    | 5       |
| BRA Hit Parade | 4       |
| BRA Year End   | 100     |